# Waterloo (Iowa)
 For alternative betydninger, se Waterloo. (Se også artikler, som begynder med Waterloo)
Waterloo er en amerikansk by og administrativt centrum for det amerikanske county Black Hawk County i staten Iowa. Byen er beliggende i den nordøstlige del af Iowa, hvor den danner tvilligeby med universitetsbyen Cedar Falls. I 2006 havde byen et indbyggertal på 65.998. 
Den første bosættelse af nybyggere skete i 1845. Bosættelsen fik status som by i 1868.

## Ekstern henvisning
- Wikimedia Commons har flere filer relateret til Waterloo (Iowa)
- Official City Website

42°29′33″N 92°20′46″V / 42.49250°N 92.34611°V